# Sigmund-Freud-Kulturpreis
Der Sigmund-Freud-Kulturpreis wird „alle zwei Jahre an Persönlichkeiten vergeben, die die Psychoanalyse in kreativ-kritischer Weise aufnehmen und verwenden und deren Schaffen die Bedeutung der Psychoanalyse für das Nachdenken über die Conditio humana reflektiert“. Verliehen wird der mit 3000 Euro dotierte Preis von der Deutschen Psychoanalytischen Vereinigung und der Deutschen Psychoanalytischen Gesellschaft.

## Preisträger
- 2009: Christoph Türcke,[1] Philosoph
- 2011: Dieter Schnebel,[1] Komponist und Musikwissenschaftler
- 2013: Christina von Braun,[1] Kulturwissenschaftlerin und Filmemacherin
- 2015: Georges-Arthur Goldschmidt,[1] Schriftsteller, Essayist und Übersetzer
- 2017: Bernhard Waldenfels,[2] Philosoph
- 2019: Volkmar Sigusch,[3] Sexualwissenschaftler
- 2021: Wilhelm Rösing,[4]  Dokumentarfilmer